# Daniel Gran
Daniel Gran, avstrijski slikar, * 22. maj 1694, Dunaj † 16. april 1757, St. Pölten.
Najpomembnejše delo tega avstrijskega baročnega slikarja so freske v palači Schwarzenberg na Dunaju in v samostanu Sankt Florian.
1. 1 2  Record #118541471 // Gemeinsame Normdatei — 2012—2016.
2. ↑  SNAC — 2010.
3. ↑  Dr. Constant v. Wurzbach Gran, Daniel // Biographisches Lexikon des Kaiserthums Oesterreich: enthaltend die Lebensskizzen der denkwürdigen Personen, welche seit 1750 in den österreichischen Kronländern geboren wurden oder darin gelebt und gewirkt haben — Wien: 1856. — Vol. 5. — S. 307.
4. ↑  Knab E. Gran, Daniel // Grove Art Online — [Oxford, England], Houndmills, Basingstoke, England, New York: OUP, 2017. — doi:10.1093/GAO/9781884446054.ARTICLE.T034000
5. ↑  The Fine Art Archive
6. ↑  Benezit Dictionary of Artists — OUP, 2006. — ISBN 978-0-19-977378-7
7. ↑  Union List of Artist Names — 2021.